# 武汉公交718路

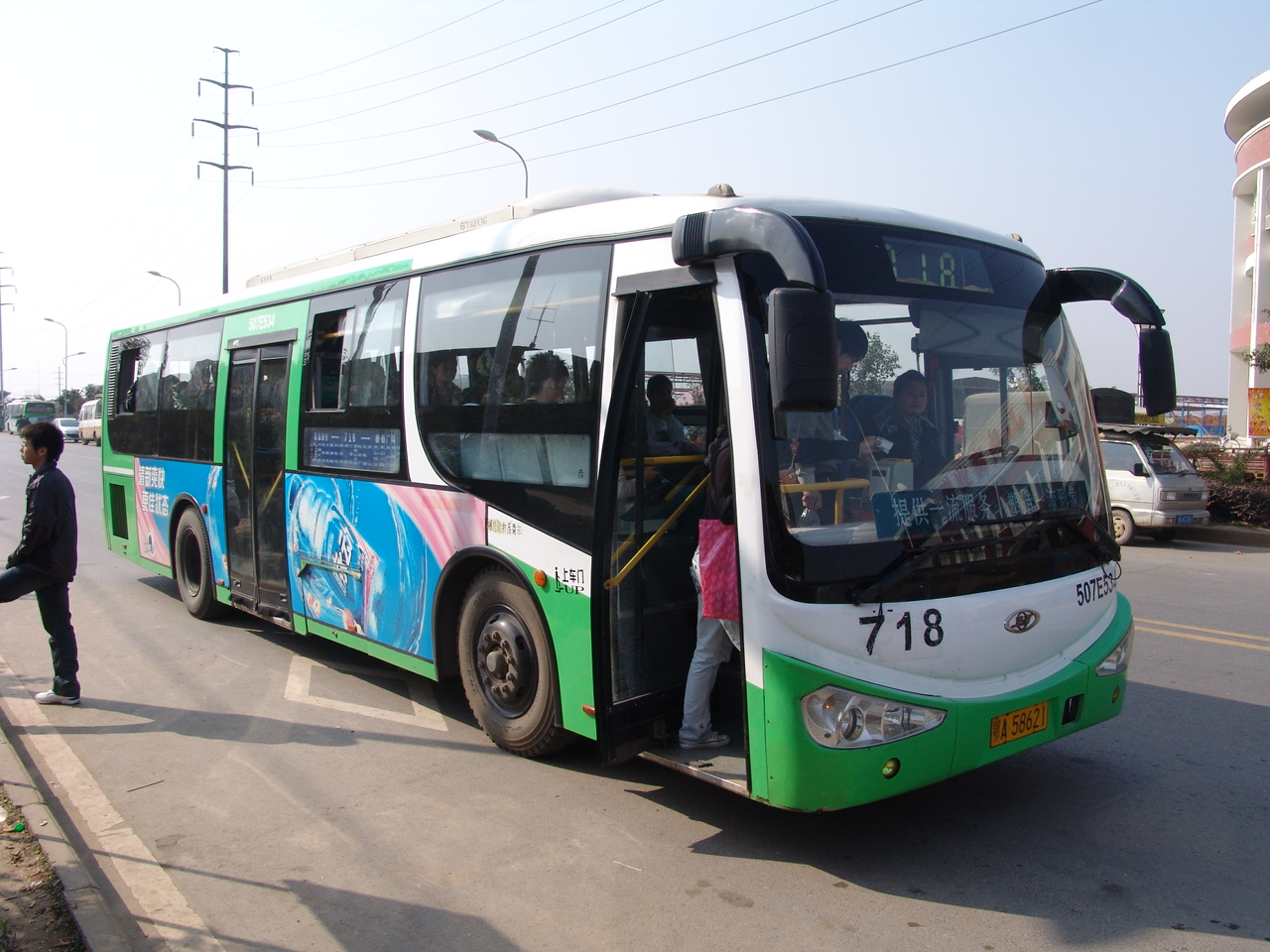
武汉公交718路

武汉公交718路是中国湖北省武汉市的一条公交线路，运营区间为体育科技学院站至鲁磨路站。由武汉公交集团公司第五营运公司经营。718路与758路共有12站相同。
718路曾经由武汉市电车公司经营，为沿武汉市内环线行驶的环形线路，内环起讫站为车家岭，外环为武胜路。2002年武汉市公交集团公司改组时，718路因为和64路线路重复太多而停止运营 。
2004年10月30日，718路重新开线并调整运营区间为方家嘴至武汉工程大学分校。但开线首日就遭到江夏区流芳街本地中巴车经营者的拦截，被迫停线。
其后数次更改线路，最终改为现时运行区间。

## 去行停靠站点
共22站。
环岛路体育科技学院→环岛路小甘湾→藏龙大道杨桥湾→杨桥湖大道藏龙大道口→程杨湾→光谷大道大郭湾→堡湖嘴→刘张湾→吴李湾→光谷大道金融港→当代国际花园→三李陈→关南村→凌家山北路→景苑小区→雄楚大道五角塘→雄楚大道关山→关山大道关山街→关山大道汽发社区→珞喻路关山口→珞喻路湖北省中医院→珞喻路光谷广场

## 回行停靠站点
共22站。
鲁磨路→鲁巷广场→新屋熊→关山口→关山一路→关山饭店→关山→五角塘→碳黑厂→凌家山北路→关南村→三李陈→当代国际花园→梅万湾→吴李湾→刘张湾→堡湖嘴→大郭湾→程杨湾→洋湖大道→杨桥湾/栗庙→体育科技学院/栗庙新村